# یواس‌اس گوس (دی‌ئی-۴۴۴)
یواس‌اس گوس (دی‌ئی-۴۴۴) (به انگلیسی: USS Goss (DE-444)) یک کشتی بود که طول آن ۳۰۶ فوت (۹۳ متر) بود. این کشتی در سال ۱۹۴۴ ساخته شد.